# Eduardo Neuparth
Eduardo Neuparth, ou Erdmann Neuparth em Alemão (Pöllwitz, Greiz, Turíngia, 6 de Janeiro de 1784, bap. 7 de Janeiro de 1784 - Lisboa, Misericórdia, Rua das Salgadeiras, N.º 30, 23 de Junho de 1871), foi um músico clarinetista e maestro alemão, de origem judaica, que se deslocou para Portugal.

## Biografia
Filho de Michael Neuparth (c. 1754 - c. 1819) e de sua mulher Maria Dorothea Hustrien (c. 1760 - c. 1830), Judeus Asquenazes Alemães.
Depois de ter sido aprendiz, aos quinze anos, na banda de música do seu Distrito, foi primeiro clarinete na Capela do 4.º Príncipe de Löwenstein-Wertheim-Rochefort, 1.º Príncipe de Löwenstein-Wertheim-Rosenberg desde 1803, Domingos Constantino, a cujo serviço se encontrava quando o Imperador Napoleão I de França invadiu a Prússia em 1806. Passou, depois, ao serviço do 1.º Príncipe de Leiningen, em Amorbach, Frederico Guilherme, mas pouco tempo ali se conservou. Formou, com outros três músicos, um quarteto, encetando longa peregrinação por terras alemãs. Dirigiu, depois, a banda do Regimento de Guarnição em Friburgo em Brisgóvia, no Baden, que acompanhou a Estrasburgo. Ali foi contratado por um Comissário do Exército Francês para formar parte da banda do Regimento de Dax, perto de Baiona, e, daí, partiu para o Exército que operava na Guerra Peninsular. Estabeleceu-se com o seu Regimento em Gijón, nas Astúrias, onde esteve perto de três anos. Entrou na Batalha de Arapiles, a 22 de Julho de 1812, e na Batalha de Vitória, a 21 de Junho de 1813, acompanhando sempre o Exército Francês na sua retirada até Toulouse. Ali se encontrava quando foi firmada a paz, e, sabendo que a pouca distância se achava o Regimento de Infantaria N.º 4 Português, onde se precisava dum Mestre de Música para organizar a respectiva banda, para lá se dirigiu Neuparth e, prontamente, assinou o respectivo contrato, com data de 9 de Maio de 1814.
A 12 de Agosto de 1814, entrou em Lisboa com o seu novo Regimento. Pouco depois, era contratado para a Orquestra do Teatro da Rua dos Condes, da qual passou para a do Real Teatro de São Carlos. Sendo nomeado Mestre da Música que devia fazer parte da comitiva que foi a Livorno buscar a Arquiduquesa D. Maria Leopoldina de Áustria, noiva do Príncipe D. Pedro de Portugal, e acompanhá-la ao Rio de Janeiro, saiu de Lisboa na nau D. João VI, a 2 de Julho de 1817, e chegou ao Brasil a 2 de Novembro de 1817. Ali constituiu a Música das Reais Cavalariças, como então se denominava a corporação dos antigos Menestréis da Corte. No Rio de Janeiro se conservou algum tempo, sempre dedicado à suas actividades profissionais, já tocando em Teatros e Igrejas, já ensinado diversas bandas militares e compondo música para elas. Por esse tempo, associou-se com Valentim Ziegler, ou Valentin Ziegler, em Alemão (c. 1775 - c. 1840), no negócio da venda de instrumentos musicais e músicas, estabelecendo um armazém no Rossio daquela cidade, e, aí, em 1819, casou com Henriqueta Carolina Ziegler, ou Henriette Caroline Ziegler, em Alemão, nascida c. 1800, uma filha do seu consócio e de sua mulher, Judeus Asquenazes Alemães.
Em 1821, regressou a Lisboa com D. João VI de Portugal, e, aqui, continuou o negócio que encetara no Rio de Janeiro, estabelecendo-se, em 1824, na Rua Nova do Carmo, N.º 23. Tendo enviuvado pouco depois, sem geração, em Lisboa, Sacramento, a 20 de Agosto de 1824, sua mulher foi sepultada no dia seguinte no Convento de São Francisco. Casou em segundas núpcias em Lisboa, Igreja do Santíssimo Sacramento, a 1 de Setembro de 1826, com Margarida Boehmler, ou Margarethe Boehmler, em Alemão (Württemberg, c. 1800 - Lisboa, Mártires, Rua Nova do Almada, 20 de Abril de 1831), filha de Jacob Boehmler, ou Jacob Boehmler, em Alemão (c. 1770 - c. 1835), e de sua mulher Catarina ..., ou Catherine ..., em Alemão (c. 1775 - c. 1845), Judeus Asquenazes Alemães. Desfez, então, a Sociedade que tinha com Ziegler, e estabeleceu-se, em 1828, numa sobreloja da Rua Nova do Almada, N.º 47, e foi o Fundador do Salão Neuparth, o nome duma editora e loja de música lisboeta, com várias obras publicadas, que, cerca de 1920, vem a dar origem à Casa Valentim de Carvalho, Vivia na Rua Nova do Almada Mártires, Lisboa, em 1830. Eduardo Neuparth foi um dos Fundadores do Montepio Filarmónico, em 1834. Entretanto, casou em terceiras núpcias com a irmã de sua mulher, Guilhermina Boehmler, ou Wilhelmine Boehmler, em Alemão (Württemberg, c. 1802 - Lisboa, c. 1872). Mudou-se, em Junho de 1854, para o armazém que continuou existindo muitos anos depois da sua morte, dirigido, ainda, por um seu neto, Júlio Cândido Neuparth.

## Descendência
Foram seus filhos e filhas: 
- Eduardo Neuparth (Lisboa, c. 1827 - c. 1830)[15]
- Augusto Neuparth (Lisboa, Mártires, 3 de Maio de 1830 - Lisboa, 20 de Junho de 1887),[16] casado em Lisboa, Sacramento, a 30 de Setembro de 1858 com Virgínia Júlia de Oliveira Basto (Porto, Santo Ildefonso, 22 de Junho de 1830 - Lisboa, Benfica, 18 de Setembro de 1891),[17] com geração
- Leopoldina Carolina Neuparth (Lisboa, Mártires, c. 1828 / c. 20 de Abril de 1831 - c. 1901),[18] casada c. 1850 com Ernesto Vítor Wagner ou Ernst Viktor Wagner em Alemão (Zeulenroda-Triebes, Vogtlandkreis, Reuss-Greiz, 1818/1826 - Lisboa, 1/2 de Maio de 1903),[19] Alemão, com geração
- Adelaide Neuparth (c. 1835 - c. 1905),[20] casada com António Nunes Ferreira (c. 1830 - c. 1895),[21] sem geração